# Reinhold Bilgeri

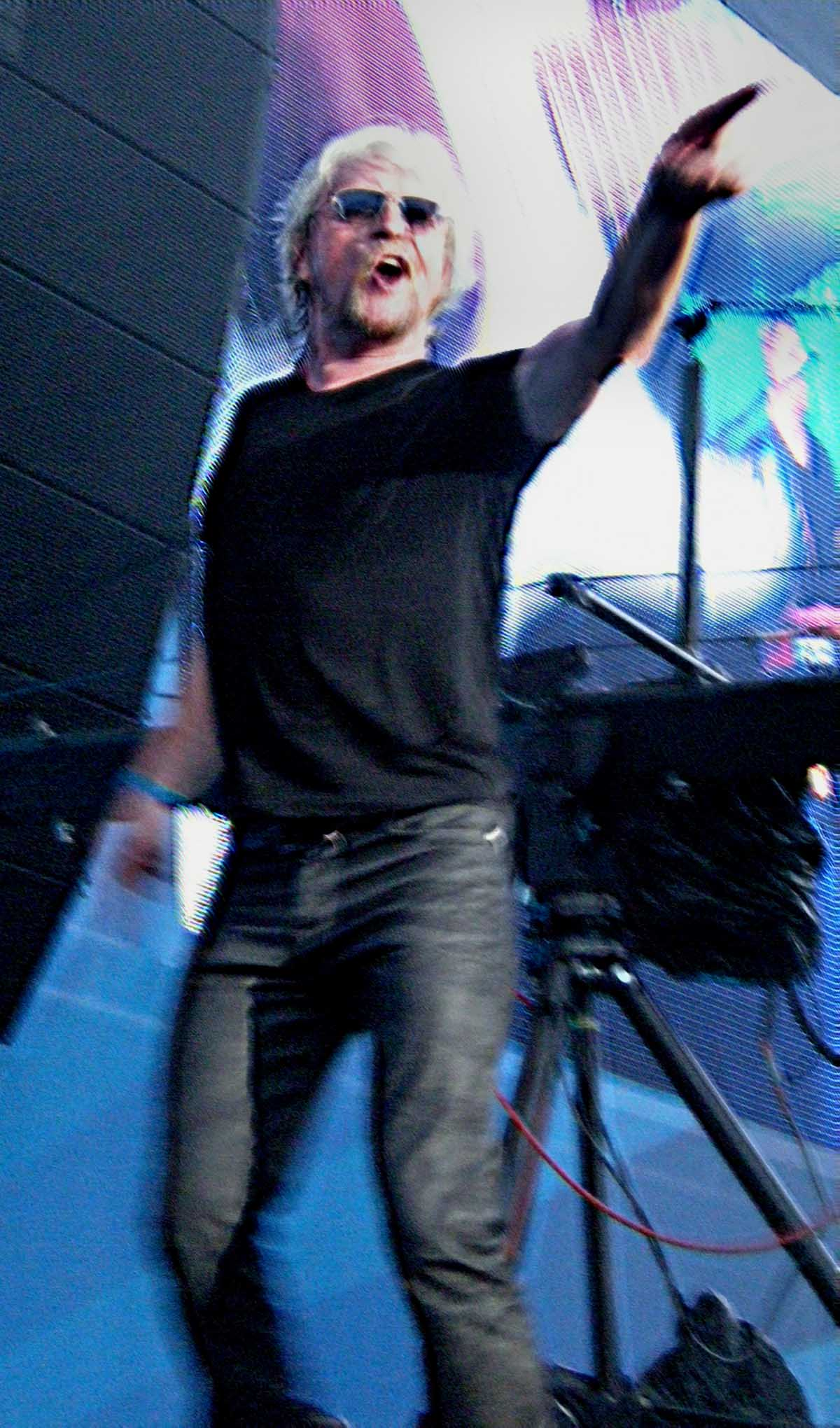
Reinhold Bilgeri (2009)

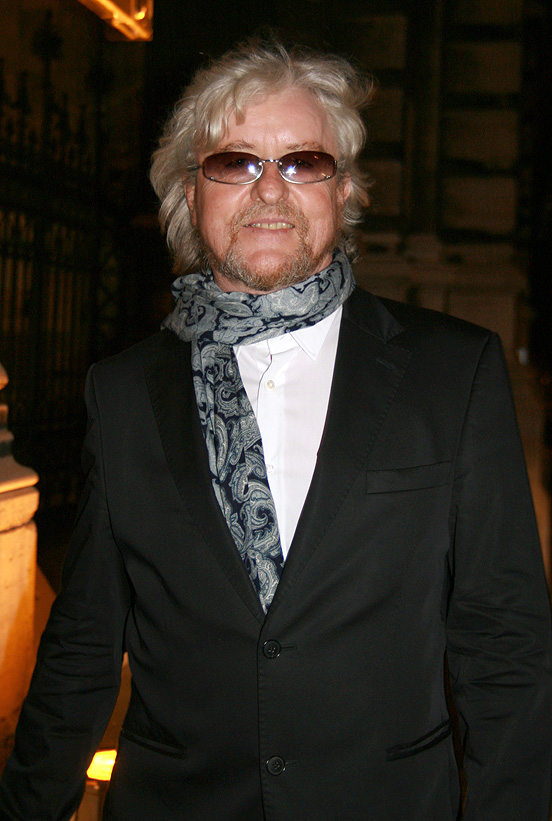
Reinhold Bilgeri (2010)

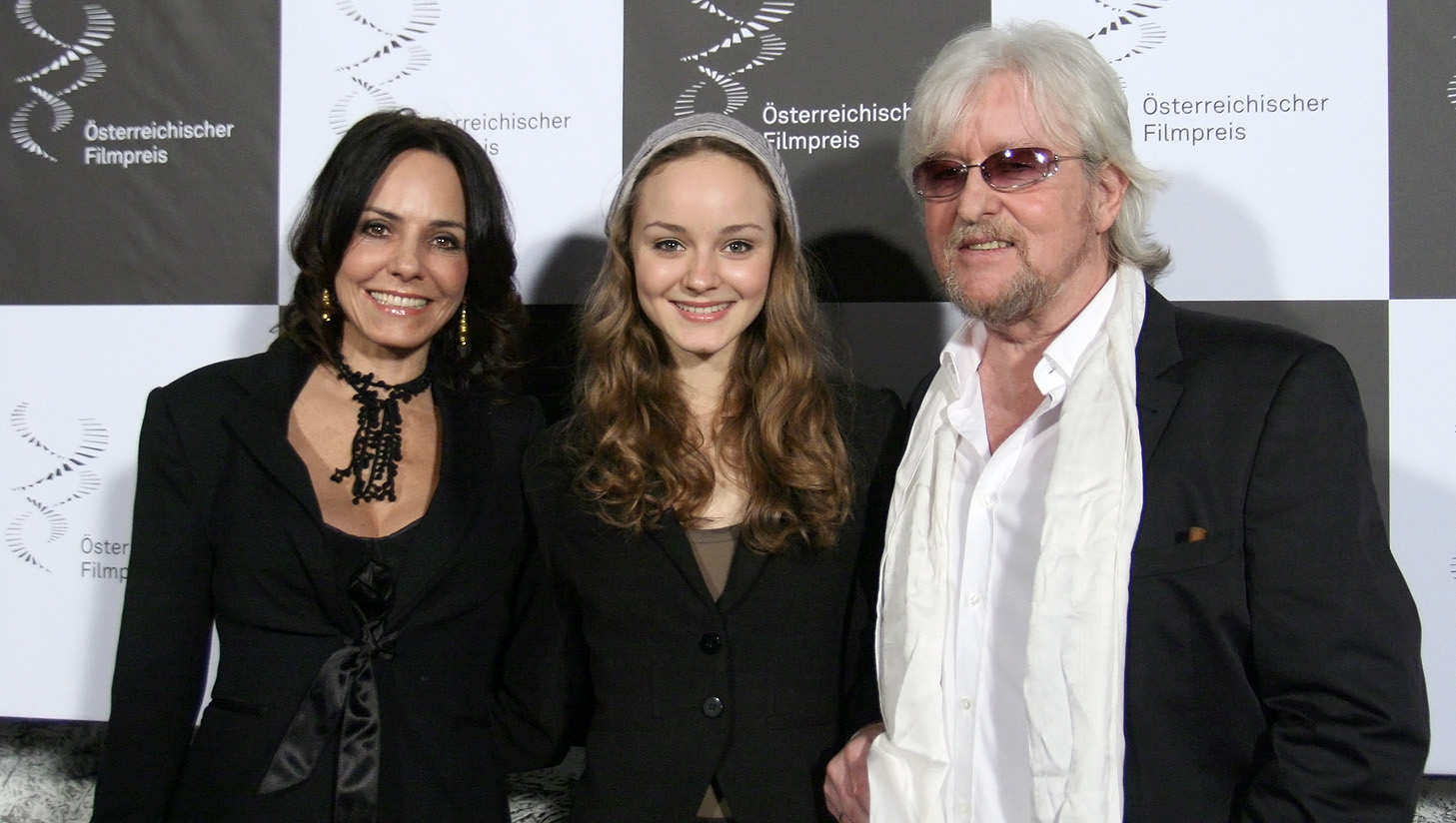
Reinhold Bilgeri mit Beatrix Bilgeri-Kopf (links) und Tochter Laura Bilgeri (2012)

Reinhold Bilgeri (* 26. März 1950 in Hohenems, Vorarlberg) ist ein österreichischer Musiker, Literat, Drehbuchautor und Filmemacher.

## Biographie
Reinhold Bilgeri wurde in Hohenems, Vorarlberg, geboren. Er ist ausgebildeter AHS-Lehrer für Deutsch, Geographie sowie Psychologie und Philosophie und unterrichtete am Bundesgymnasium Feldkirch bis 1981.
Bilgeri ist in zweiter Ehe mit der Miss Vorarlberg des Jahres 1981, Model und Schauspielerin Beatrix Bilgeri-Kopf (* 1960), verheiratet. Ihre gemeinsame Tochter Laura wurde 1995 geboren. Das Ehepaar lebt in Lochau.

## Musikkarriere
In den 1970er Jahren gründete er zusammen mit dem Schriftsteller Michael Köhlmeier das Duo Bilgeri & Köhlmeier. Mit dem Lied „Oho Vorarlberg“ konnte das Duo 1973 einen beachtlichen Erfolg in Österreich verbuchen. Regionale Bekanntheit erlangte Bilgeri auch als Sänger der Westcoast-Rock-Band Clockwork, mit der er bis zum Beginn seiner Solokarriere 1981 auftrat.
1981 landete Bilgeri einen Charthit mit dem Song Video Life. Mit Stücken wie Love Is Free oder Some Girls are Ladies feierte er später in den 1980er und 1990er Jahren über zwanzig Erfolge in den österreichischen Pop-Charts. Mit dem Album „*Oho“ kehrte Bilgeri 2001 zu seinen musikkabarettistischen Vorarlberger Wurzeln zurück.
Im Dezember 2002 erregte der Videoclip „Silver Bell“ Aufregung – ein mit von Ronald Seunig produzierter Weihnachts-Song, der die USA als Kriegshetzer und Inbegriff der Scheinheiligkeit darstellt. Das Musikvideo wurde auf den großen deutschen Musik-TV-Sendern gespielt.
2005 erschien „Best of Bilgeri – Die Größten Hits aus 4 Jahrzehnten!“ 2006 nahm Bilgeri ein Jazz-Album „Jazzz it – Songs von Gershwin bis Deep Purple“ mit hochkarätigen Musikern wie etwa Joe Meixner, Harry Sokal, Willi Langer, Christian Lettner oder den Rounder Girls auf.

## Karriere als Autor und Filmemacher
Reinhold Bilgeri betätigt sich auch als Drehbuchautor und Kabarettist („Im Westen nix Neues“) und produzierte Hörspiele. 2005 erschien Bilgeris Roman „Der Atem des Himmels“ im Molden-Verlag, in dem er die Lawinenkatastrophe von 1954 im Großen Walsertal literarisch verarbeitete. Seit Ende 2006 kombiniert Bilgeri in seinem neuen Programm Lesungen aus dem Roman mit Jazzstücken. Sein Bestseller „Der Atem des Himmels“ erschien im Herbst 2007 als Taschenbuch im Piper-Verlag in Deutschland, Österreich und der Schweiz.
Im Jahr 2009/2010 wurde der Roman Der Atem des Himmels von ihm selbst fürs Kino verfilmt, 2010 uraufgeführt.
2017 drehte er den Spielfilm Erik & Erika über den Skirennläufer Erik Schinegger.

## Diskografie

### Alben
- Owie lacht (mit Michael Köhlmeier) (1973)
- Wake me (Bilgeri & Clockwork) (1978)
- Bilgeri (1982)
- Alaska (1984)
- Porträt (1988)
- Porträt 2 (1990)
- Heaven on earth (1994)
- Bilgeri/Köhlmeier live (1996)
- oho (2001)
- Best of Bilgeri (2005)
- Jazzz it (Songs von Gershwin bis Deep Purple) (2006)

| Jahr | Titel             | Höchstplatzierung, Gesamtwochen, AuszeichnungChartplatzierungen (Jahr, Titel, Platzierungen, Wochen, Auszeichnungen, Anmerkungen) | Höchstplatzierung, Gesamtwochen, AuszeichnungChartplatzierungen (Jahr, Titel, Platzierungen, Wochen, Auszeichnungen, Anmerkungen) | Anmerkungen |
| Jahr | Titel             | AT | CH | Anmerkungen |
| ---- | ----------------- | --- | --- | ----------- |
| 1987 | Songs of Love     | AT10 (10 Wo.)AT | — |             |
| 1990 | Forever in Love   | AT24 (5 Wo.)AT | — |             |
| 1991 | Lonely Fighter    | AT4 Gold · (13 Wo.)AT | — |             |
| 1993 | A Man and a Woman | AT8 Gold · (12 Wo.)AT | — |             |

### Singles
| Jahr | Titel Album                               | Höchstplatzierung, Gesamtwochen, AuszeichnungChartplatzierungen (Jahr, Titel, Album, Platzierungen, Wochen, Auszeichnungen, Anmerkungen) | Höchstplatzierung, Gesamtwochen, AuszeichnungChartplatzierungen (Jahr, Titel, Album, Platzierungen, Wochen, Auszeichnungen, Anmerkungen) | Anmerkungen |
| Jahr | Titel Album                               | AT | CH | Anmerkungen |
| ---- | ----------------------------------------- | --- | --- | ----------- |
| 1973 | Oho Vorarlberg –                          | — | — |             |
| 1981 | Video Life –                              | AT2 (12 Wo.)AT | CH8 (5 Wo.)CH |             |
| 1981 | In the Night –                            | AT6 (12 Wo.)AT | — |             |
| 1982 | Nothing but a Heartache –                 | — | — |             |
| 1982 | No Respect –                              | — | — |             |
| 1983 | Late Again –                              | — | — |             |
| 1984 | She’s a Breakdancer –                     | — | — |             |
| 1984 | Desperado –                               | — | — |             |
| 1987 | Some Girls are Ladies Songs of Love       | AT1 (18 Wo.)AT | — |             |
| 1987 | Missing You Songs of Love                 | AT4 (14 Wo.)AT | — |             |
| 1987 | Sayonara Boy Songs of Love                | AT6 (14 Wo.)AT | — |             |
| 1989 | When a Girl Cries Forever in Love         | AT21 (6 Wo.)AT | — |             |
| 1989 | Love is Free Forever in Love              | AT3 (12 Wo.)AT | — |             |
| 1990 | Do You Want me Tonite Forever in Love     | AT11 (7 Wo.)AT | — |             |
| 1991 | In Love With Two Ladies Lonely Fighter    | AT20 (3 Wo.)AT | — |             |
| 1991 | Keep Your Love Alive Lonely Fighter       | AT5 (15 Wo.)AT | — |             |
| 1992 | I’m Gonna Take You Home A Man and a Woman | AT7 (12 Wo.)AT | — |             |
| 1993 | Breaking Free A Man and a Woman           | AT25 (4 Wo.)AT | — |             |
| 2002 | Silver Bell –                             | AT32 (2 Wo.)AT | — |             |
| 2003 | Still in Love –                           | AT22 (3 Wo.)AT | — |             |
| 2004 | Video Life 04 –                           | AT23 (7 Wo.)AT | — |             |

## Filmografie
- 2010: Der Atem des Himmels (Buch, Regie, Produktion)
- 2014: Landkrimi – Alles Fleisch ist Gras (Regie)
- 2018: Erik & Erika (Regie)

## Publikationen
- Der Atem des Himmels. Geschichte einer Liebe, Roman, 2005, Molden Verlag.
- Der Atem des Himmels. Geschichte einer Liebe, Taschenbuchausgabe, 2007, Piper Verlag.
- Die Liebe im leisen Land, Roman, Amalthea Signum, Wien 2021, ISBN 978-3-99050-197-9.
- Rudolf Bilgeri:	Bei den Partisanen in Athen: Tagebuch eines Deserteurs der Wehrmacht, Herausgeber Peter Pirker und Ingrid Böhler, Universitätsverlag Wagner, Innsbruck 2023, ISBN 978-3-7030-6585-9.[5]
- Das Gewissen der Tauben, Roman, Amalthea Signum, Wien 2024, ISBN 978-3-99050-279-2.

## Auszeichnungen
- ORF Film Drehbuchpreis für Gaudeamus igitur (1974)
- Pop Champion (1988)
- Orpheus-Award für die meistverkaufte Platte des Jahres (1988)
- Amadeus-Nominierung für Desperado (Best Video Producer, Buch, Regie) (1989)
- CCA Award für die beste Radiowerbung des Jahres auf Ö1 (1990)
- Musikvideo für Silver Bell Gewinner des Euro Video Grand Prix Tirana (2006)
- Literaturpreis der Vorarlberger Buch- und Medienwirtschaft (2008)